# Petit Îlet
Petit Îlet är en obebodd ö i Martinique.  Den ligger i den södra delen av Martinique, 10 km sydost om huvudstaden Fort-de-France.